# Фаянсовая (локомотивное депо)
Локомотивное депо Фаянсовая — предприятие железнодорожного транспорта, расположенное в городе Киров Калужской области.
54°03′14″ с. ш. 34°23′06″ в. д.

## История
В 1931 году на всем протяжении участка Вязьма — Брянск, принятого во временную эксплуатацию, началось движение поездов.
Обслуживание линии осуществлялось паровозными бригадами депо Дятьково и небольшого депо на станции Занозная.
Паровозный парк линии состоял в основном из паровозов дореволюционной постройки и пополнялся паровозами серии Э, построенными по заказам Советского правительства в Швеции и Германии.
К декабрю 1933 года на станции Фаянсовая завершилось строительство паровозного депо. Для усиления цеха эксплуатации в него перевели паровозные бригады из депо Дятьково и ликвидированного депо на станции Занозная.
В феврале 1934 года в связи с принятием участка Вязьма — Брянск в постоянную эксплуатацию на станции Фаянсовая приказом № 41 организовано основное паровозное депо Фаянсовая (ТЧ-3), кондукторский резерв и врачебный участок.
В 1936 году машинисты депо стали инициаторами внедрения метода кольцевой езды, который в течение года широко распространился на железных дорогах СССР.
Другим достижением паровозников стало вождение тяжеловесных составов.
К началу войны десятки машинистов депо получили престижные правительственные награды.
На основании приказа № 58/Н от 02.11.1965 депо специализировалось на подъёмочном ремонте паровозов серии Л, промывочном Л, П36 и Э всех индексов.
В декабре 1999 года машинисты депо принимали участие в испытаниях рельсового автобуса РА1.
В 2000—2001 годах автомотрисами АЧ2 депо Фаянсовая производилось обслуживание пригородного сообщения на участках:
- Смоленск — Занозная — Фаянсовая;
- Вязьма — Дурово — Владимирский Тупик;
- Вязьма — Ржев;
- Вязьма — Фаянсовая;
- Фаянсовая — Дятьково — Брянск;
- Фаянсовая — Рославль — Шестёровка;
- Фаянсовая — Занозная — Сухиничи;
- Сухиничи — Козельск[5].

В 2002 году на базе участков по ремонту и эксплуатации моторвагонного подвижного состава локомотивных депо Фаянсовая (ТЧ-47), Смоленск (ТЧ-42) и участков по текущему содержанию зданий и сооружений дистанции гражданских сооружений (НГЧ-19) была создана Смоленская дирекция по обслуживанию пассажиров в пригородном сообщении.
В середине декабря 2002 года на базе упразднённого локомотивного депо началось создание путевой машинной станции, одного из четырёх базовых предприятий по ремонту путевой техники на Московской железной дороге.
Реконструкции подверглись четыре корпуса бывшего депо — в них были перепланированы участки цехов и установлено новое оборудование. Кроме того, было проведено полное обновление всех путей на территории депо.
В марте 2004 года путевая машинная станция № 332 Фаянсовая приступила к работе.
Реконструкция депо обошлась в 120 млн рублей.
По состоянию на август 2013 года действовал пункт технического обслуживания локомотивов и моторвагонного подвижного состава.

## Тяговые плечи
- Фаянсовский участок моторвагонного депо Смоленск I по состоянию на август 2013 года обслуживал пригородные поезда на участках:
  - Смоленск — Занозная — Сухиничи — Козельск — Белёв;
  - Рославль — Фаянсовая — Сухиничи — Калуга;
  - Брянск — Фаянсовая — Вязьма — Ржев[11].
- Участок Фаянсовая эксплуатационного локомотивного депо Вязьма (ТЧЭ-41) по состоянию на февраль 2015 года обеспечивал пассажирское, грузовое, маневровое и хозяйственно-вывозное движение тепловозами ТЭП70, 2М62 и ЧМЭ3 (всех индексов) на участках Фаянсовая — Брянск и Фаянсовая — Вязьма[12].

## Подвижной состав
В разные годы в депо эксплуатировались:
- паровозы П36, Л, Э (всех индексов) и Н;
- тепловозы ТЭ3, ТЭП60, ТГМ3 и 2М62;
- автомотрисы АЧ2[3][13][14].